# Chrysopilus subalpicola
Chrysopilus subalpicola är en tvåvingeart som beskrevs av Nina Krivosheina 2006. Chrysopilus subalpicola ingår i släktet Chrysopilus och familjen snäppflugor.
Artens utbredningsområde är Schweiz. Inga underarter finns listade i Catalogue of Life.